# Rosemary Hutton
Pour les articles homonymes, voir Hutton.
Violet Rosemary Strachan Hutton (22 octobre 1925 - 1er avril 2004), connue de ses pairs sous le nom de Rosemary, est une géophysicienne écossaise et pionnière de la magnétotellurique. Ses recherches se sont concentrées sur l'utilisation de méthodes électromagnétiques pour déterminer la conductivité électrique et la structure de la croûte terrestre, de la lithosphère et du manteau supérieur, avec un accent particulier sur le continent africain et l'Écosse. Elle a passé plus de deux décennies à la School of GeoSciences (en) de l'Université d'Édimbourg en tant que chercheuse et conférencière et a été membre de nombreuses sociétés, dont l'Union américaine de géophysique et la Royal Society of Edinburgh.

## Premières années, doctorat et temps en Afrique
Hutton est née à Dundee, en Écosse, le 22 octobre 1925, où elle a fréquenté la Harris Academy (en). En 1948, elle a obtenu une maîtrise en mathématiques et en physique de l'Université de St Andrews et a ensuite suivi un cours de physique à l'université du Ghana en 1954. Pendant son séjour au Ghana, elle s'est inscrite à un diplôme supérieur et, en 1961, a obtenu un doctorat de l'université de Londres, qui à l'époque était liée à l'université du Ghana. Sa thèse était intitulée "Earth Current Variations in the Equatorial Region" («Variations du courant terrestre dans la région équatoriale») et portait sur les fluctuations du champ électromagnétique associées à l'électrojet équatorial (en).
Après son doctorat, Hutton est restée en Afrique pendant 15 ans, déménageant pour la première fois au Nigéria en 1963, en tant que maître de conférences en physique à l'Université Ahmadu Bello, à Zaria, et a ensuite obtenu un poste de professeure associée au Département de physique de l'Université d'Ibadan. Pendant ce temps, elle a enseigné une gamme de cours de physique de premier cycle tout en continuant à développer ses recherches dans le domaine du géomagnétisme, en publiant 13 articles dans des revues scientifiques. Cette recherche a attiré l'attention du monde entier et Hutton est devenue largement respectée dans les communautés géomagnétique et géophysique. 

## Départ à Édimbourg et enseignement
Le travail de Hutton en Afrique a été reconnu par le professeur Alan Cook (en), qui l'a invitée à rejoindre la nouvelle école de géosciences (en) de l'Université d'Édimbourg. En 1969, Rosemary a pris une charge de cours à l'Université où elle est restée pendant plus de deux décennies, étant promue maître de conférences en 1973, lectrice en 1982 et se retirant en tant que membre honoraire en 1991. Au cours de son mandat, Rosemary a joué un rôle déterminant dans le développement de l'enseignement de la géophysique de premier cycle au sein de la School of GeoSciences de l'Université d'Édimbourg et a recruté un certain nombre d'étudiants internationaux en doctorat et postdoctorat. Le groupe de recherche de renommée mondiale qu'elle a fondé à Édimbourg, s'est imposé à la pointe de l'instrumentation, de la méthode, du traitement et de l'analyse.

## Recherche et projets notables
Les recherches de Hutton se sont concentrées sur plusieurs domaines différents. La structure de conductivité électrique de la Terre était son principal domaine de recherche et a conduit au développement d'un équipement magnétotellurique de pointe à Édimbourg, qui a ensuite été vendu au niveau international. Elle a utilisé ces instruments pour effectuer des relevés géophysiques des régions géothermiques et des systèmes de rift continental, tels que la vallée du Rift au Kenya, et a utilisé les résultats pour déduire l'évolution tectonique de ces zones. Un aspect de son travail qui passionnait particulièrement Rosemary était la conductivité électrique et la tectonique de l'Écosse, en particulier la façon dont une région anormale de haute conductivité appelée anomalie d'Eskdalemuir pouvait être liée à la fermeture de l'océan Iapétus et à un plus grand développement régional.
Pendant son séjour à l'Université d'Édimbourg, Hutton a reçu des fonds de conseils de recherche nationaux et internationaux pour mener des enquêtes dans des pays comme l'Italie, la Grèce, le Portugal et le Kenya, à la fois à des fins académiques et d'exploration minière. 

## Prix et distinctions
En reconnaissance de sa contribution significative à la géophysique, Hutton a reçu plusieurs distinctions : membre de l'Institut de physique (en) (FInstP, 1965-1980), membre de la Royal Society of Edinburgh (FRSE, 1983), membre de la Royal Astronomical Society (FRAS, 1970),  membre honoraire de l'Université d'Édimbourg (1991). 
En 1992, le VRS Hutton Symposium: Electromagnetic Studies of the Continents a eu lieu dans le cadre de l'Assemblée de la Société européenne de géophysique, pour honorer l'importante contribution de Hutton dans ce domaine. 

## Dernières années
Les dernières années de Hutton ont été passées chez elle à Peebles. Le 1er avril 2004, elle est décédée à l'hôpital St Andrews Memorial après une brève maladie. Dans son testament, elle a laissé 20 000 £ à la School of GeoSciences de l'Université d'Édimbourg au profit d'étudiants étrangers en géophysique. 